# Andraž Struna
Andraž Struna (* 23. April 1989 in Piran) ist ein slowenischer ehemaliger Fußballspieler.

## Karriere

### Verein
Andraž Struna begann seine Karriere in seinem Heimatort beim NK Portorož Piran. Ab dem Jahr 2007 stand er für vier Spielzeiten beim FC Koper unter Vertrag, mit dem er den Supercup, und die slowenische Meisterschaft gewinnen konnte. Am Saisonende 2010/11 wechselte Struna zu KS Cracovia nach Polen. Beim polnischen Erstligisten konnte er sich keinen Stammplatz erkämpfen. Nach zwei Spielzeiten verließ er den Verein und unterschrieb er einen Vertrag bei PAS Ioannina. Für den Verein absolvierte der Abwehrspieler als Stammkraft in drei Saisons 82 Ligaspiele in der Super League. Der auslaufende Vertrag wurde im Sommer 2016 nicht verlängert. Nach einem halben Jahr ohne Verein unterschrieb der 27-Jährige einen Kontrakt beim schottischen Erstligisten Heart of Midlothian. Doch schon ein halbes Jahr später wechselte er zum New York City FC. 2018 wechselte er zu Anorthosis Famagusta auf Zypern. Nach nur einer Saison wechselte er für die Saison 2019/2020 in die rumänische Liga FC Voluntari. Dort kam er in 22 Spielen zum Einsatz und erzielte ein Tor. Im September 2020 unterschrieb er einen Zweijahresvertrag beim italienischen Serie-C-Verein US Triestina. Dort kam er auf insgesamt fünf Ligaeinsätze.
Im Juni 2022 kehrte er zurück in seine Heimat Slowenien und unterschrieb einen Vertrag bei NK Tabor Sežana. In seiner Zeit dort kam es zu zahlreichen Verletzungen.
Im Juli 2023 gab Struna sein Karriereende bekannt.

### Nationalmannschaft
Andraž Struna spielte von 2009 bis 2010 in der Altersklasse der U-20 und U-21 von Slowenien. Im August 2012 debütierte Struna für die A-Nationalmannschaft gegen Rumänien. Seinen ersten und einzigen Treffer erzielte er beim 6:0-Sieg über San Marino im März 2015.

## Erfolge
mit dem FC Koper:
- Slowenischer Meister: 2010
- Slowenischer Supercupsieger: 2010

## Familie
Sein ein Jahr jüngerer Bruder Aljaž ist ebenfalls Nationalspieler und steht bei Houston Dynamo in der Major League Soccer unter Vertrag.